# MaK V 100 PA
Die MaK V 100 PA ist eine speziell für den Einsatz bei Privatbahnen ausgelegte Variante der DB-Baureihe V 100. Sie gilt unter den MaK-Diesellokomotivtypen als Sonderbauart und erhielt später die Bezeichnung G 1300 BB. Es wurden zwischen 1964 und 1969 zehn Exemplare gebaut, welche zum Ende des Jahres 2007 noch alle in Betrieb standen.  Neun Maschinen befinden sich in Deutschland, ein Exemplar gelangte nach Italien. Im EBA-Fahrzeugregister wurde der Bauart die Baureihennummer 98 80 0212 zugewiesen.

## Geschichte
Die Maschinenbau Kiel (MaK) wirkte ab 1950 federführend bei der Entwicklung der V 100 für die Deutsche Bundesbahn (DB) mit. Auf Basis der Bundesbahnbaureihe entwickelte man die V 100 PA, bei der Fahrwerk, Rahmen sowie Antriebsstrang abgesehen vom Motor weitgehend identisch sind. Als Motor baute man im Gegensatz zu den mittelschnell laufenden V-Motoren bei den Bundesbahnlokomotiven einen wesentlich großvolumigeren, aber langsamlaufenden Achtzylinder-Reihenmotor aus eigener Fertigung, den Typ MA 301 FAK, ein. Mit der Verwendung des eigenen Motors konnte die MaK eine höhere Wertschöpfung erzielen und zugleich dem Kunden einen robusteren Antrieb anbieten.
Erwartungen bei der Herstellerfirma, mehr als die nachbenannten zehn Lokomotiven zu verkaufen, erfüllten sich jedoch nicht. Die Kunden bevorzugten die kostengünstigeren Starrrahmenloks mit Stangenantrieb, zum Beispiel den Typ 1200 D. Für die besondere Dauerhaftigkeit der Konstruktion spricht aber, dass auch noch nach über 35 Jahren, trotz ihrer Verwendung in oft schweren Diensten, noch alle Maschinen im Betriebseinsatz waren.

## Technische Merkmale

### Motoren
Im Gegensatz zu den von der DB für die V 100 verlangten und nicht von der MaK produzierten mittelschnelllaufenden Motoren mit Nenndrehzahlen von 1500 min−1 kam der bewährte Typ F 301 FAK zum Einbau. Dieser langsamlaufende Viertakt-Dieselmotor hat acht Zylinder in Reihenanordnung und einen Gesamthubraum von 99,68 l. Dank 2 Abgasturboladern leistet er bei 900 min−1 953 kW (1300 PS). Die Motoren der DB V 100 hingegen haben geringere Gesamthubräume von 59,2 l bis 78,25 l und Nennleistungen von 809 kW (1100 PS) bis 1040 kW (1400 PS), also Literleistungen zwischen 12,64 kW/l und 15,47 kW/l, der MaK-Motor nur 9,56 kW/l. Diese Zahlen sprechen für die robuste Auslegung des MaK-Motors, da Motoren mit kleinerer Literleistung bei annähernd gleicher Nennleistung zwar größer und schwerer, aber normalerweise auch dauerhafter sind. Der MaK-Motor ist mit rund 9.200 kg in etwa doppelt so schwer wie die in der V 100 verbauten Motoren.

### Antrieb, Rahmen und Fahrwerk
Der weitere Antriebsstrang ist weitgehend mit der V 100 identisch. Er verläuft ebenso über Gelenkwellen vom Hauptdiesel über das Strömungsgetriebe zu den beiden mit je zwei angetriebenen Radsätzen versehenen Drehgestellen, die denen der V 100 entsprechen. Der Rahmen wurde allerdings an den schwereren Motor angepasst. Auch verwendete man robustere Gelenkwellen mit Kurzrollen- statt Nadellagern.
Die Strömungsgetriebe der V 100 und der V 100 PA waren Varianten des Typs L 216 der Firma Voith. Bei der V 100 PA wählte man eine Ausführung mit einer aufgrund der niedrigeren Motor- und damit Eingangsdrehzahlen geänderten Eingangsübersetzung. Dem Strömungsgetriebe folgt ein mechanisches Wende- und Stufengetriebe mit zwei Fahrstufen für einen Schnellgang (79 km/h Höchstgeschwindigkeit) und einen Langsamgang nach. Die genaue Typenbezeichnung des Getriebes lautet L 216 rsb. Wahlweise wurde die Lokomotive aber auch mit nur einer Fahrstufe (ohne Schnellgang, Höchstgeschwindigkeit nur 54 km/h) angeboten. Hier lautet die Typenbezeichnung des Getriebes L 216 rb. Die Lok mit der Hersteller-Nummer 1000243 ist in dieser Ausführung bestellt worden. Von der Möglichkeit, über eine andere Getriebeübersetzung eine Höchstgeschwindigkeit von 107 km/h zu erreichen, machte kein Kunde Gebrauch.

### Aufbauten
Diese unterscheiden sich deutlich von der DB-Lok und haben die typische Form der Mak-Lokomotiven der späten ersten Generation wie etwa die MaK 600 D oder die MaK 1200 D. So besitzt auch die V 100 PA schräge Führerstandsfenster und äußere Sonnenblenden. Der Führerstand wird im Gegensatz zum seitlichen Aufstieg der DB-Loks vom Umlauf her betreten; die beiden Eingangstüren sind an den Stirnseiten des Führerstandes in jeweiliger Fahrtrichtung links angebracht. Die Vorbauten sind im Vergleich mit der V 100 schmaler ausgeführt.  Die Pufferbohle ist gegenüber der V 100 etwas nach vorne gezogen, sodass die Länge über Puffer 12.610 mm beträgt. Aufgrund des längeren Motors ist der vordere Aufbau deutlich länger als bei der DB-Ausführung.

### Kühlung
Im vorderen Bereich des langen Vorbaus befindet sich ein U-förmiger, dreiteiliger Kühlblock, dessen Lüfter hydrostatisch angetrieben wird. Die dafür nötige Ölpumpe wird von der Kurbelwelle des Hauptdiesels angetrieben.

### Sonstige Aggregate
Die Dampfheizanlage der Bundesbahnausführung entfiel, weil kein Einsatz vor Personenzügen vorgesehen war. Da der MaK-Motor nicht über eine elektrische Lichtanlassmaschine, sondern eine Druckluftanlassanlage gestartet wird, montierte man einen Hochdruckkompressor und zwei 500-Liter-Druckflaschen für die Anlassluft. Diese erlauben rund 15 bis 20 Startversuche. Aufgrund des vergleichsweise geringen Strombedarfs der verbliebenen elektrischen Verbraucher genügte für die Privatbahnausführung eine 1.000-Watt-Lichtmaschine der Firma Bosch mit zwei Akkumulatoren zu je 150 Ah; der Hilfsdiesel zur Stromversorgung entfiel. Da der Motor mangels Heizkessel nicht über diesem vorgewärmt werden kann, kamen zwei extern anzuschließende elektrische Heizpatronen mit je 4,5 kW Leistung zum Einbau. Ein weiterer Kompressor mit einem 800 l großen Hauptluftbehälter versorgt die pneumatische Bremsanlage.

## Einsatzgeschichte der einzelnen Lokomotiven

### Hersteller-Nr. 1000243
Diese 1964 gebaute Lokomotive gelangte zur Bayer AG nach Leverkusen. Dort wurde sie mit der Benennung V 105 bei der konzerneigenen Eisenbahn Köln-Mülheim–Leverkusen (EKML) eingesetzt. Im Jahr 2001 wurde sie schadhaft abgestellt. Übernommen wurde sie dann von der Westfälischen Lokomotiv-Fabrik Hattingen Karl Reuschling (WLH). Sie bekam die Bezeichnung WLH 80. Sie wurde bis zu ihrem Verkauf im Jahr 2007 von dort an andere Bahngesellschaften verliehen. Seit Mitte 2008 ist die Lok für die Firma Die-Lei im Einsatz. Die Lokomotive wurde ohne das üblich vorgesehene Zweigang-Stufengetriebe geliefert. Damit verfügt sie nur über den langsamen Gang. Die Höchstgeschwindigkeit beträgt 54 km/h. Die Lokomotive ist  motormäßig noch im technischen Originalzustand, die Steuerung jedoch wurde bereits vor einiger Zeit auf Joystick und Funkfernbedienung umgebaut.

### Hersteller-Nr. 1000244

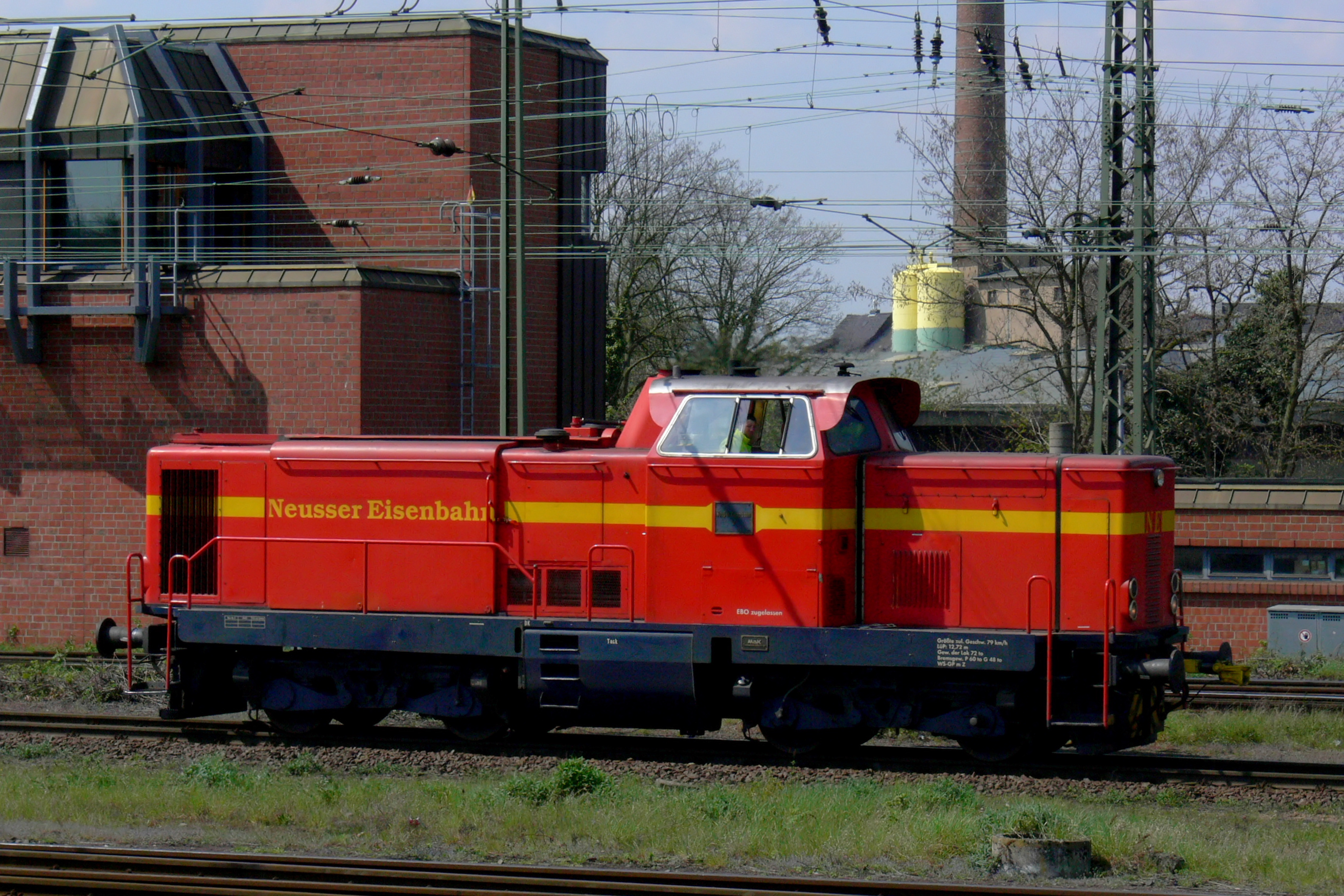
MaK 1000244 als Lok V der Neusser Eisenbahn in Neuss (2008)

1965 gebaut, wurde sie zur schwedischen Privatbahn Nora Berglas Järnvägs AB (NBJ) verkauft und als T 25 bezeichnet. Sie wurde mit ihrer Schwestermaschine T 26 (Herstell-nr.: 1000248, siehe unten) für den Erztransport zwischen den Erzgruben und Hüttenwerken an dieser Strecke eingesetzt. 1979 gelangte sie nach Dänemark zur Ods-Herred Jernbane (OHJ). Ihre Bezeichnung bei der OHJ war T 46. Die andere V 100 PA wurde zur T 45. 1987 wurden beide Lokomotiven bei der OHJ abgestellt und kamen zur MaK nach Moers. Die zwei Lokomotiven wurden dort gründlich überholt. 1992 kam diese Maschine zur Neusser Eisenbahn und ist bis heute  als Lok V im Neusser Hafen oder im Hafen von Düsseldorf bei Rangierdiensten aktiv. Der Originalmotor ist gegen einen MTU-Motor mit 882 kW / 1200 PS Leistung getauscht worden.

### Hersteller-Nr. 1000245

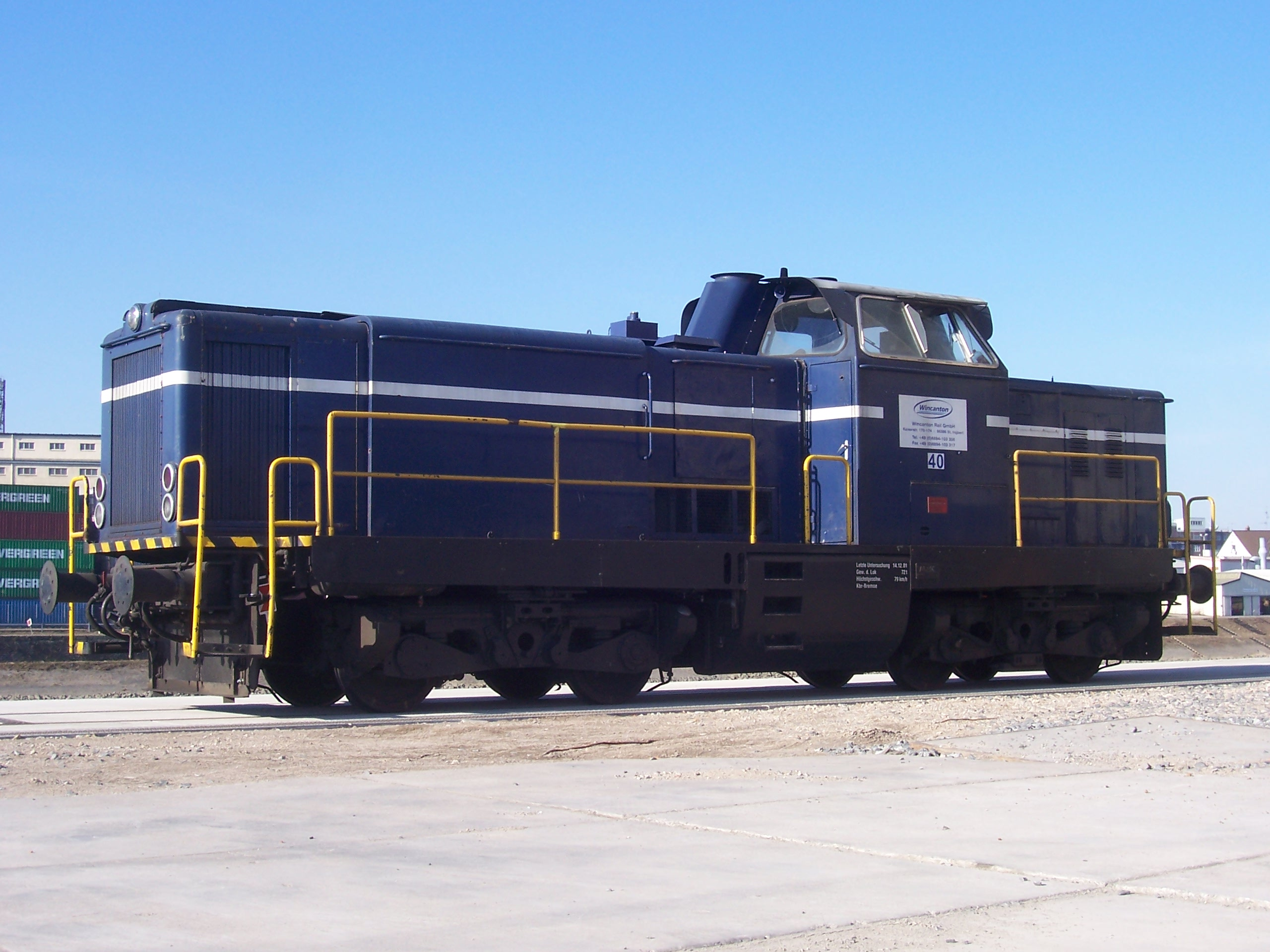
Im Februar 2008 im Mannheimer Containerhafen

Ebenfalls 1965 gebaut, wurde die Lok an die Hersfelder Kreisbahn (HKB) geliefert. Dort erhielt sie die Bezeichnung V 32. Als einzige Lokomotive bekam sie auf Kundenwunsch einen Heizkessel für den Dienst vor Personenzügen. Er war im kurzen Vorbau hinter dem Führerstand untergebracht. Nach dem Betriebsende bei der HKB kam die Lok 1996 zur Butzbach-Licher Eisenbahn AG (BLE). Weil der Betrieb bei der BLE zurückging, wurde die Lok 2001 an den Lokhändler Railimpex in Mannheim veräußert. Dieser verkaufte sie 2002 nach einer Hauptuntersuchung weiter an die Unisped Spedition und Transportgesellschaft (USS), die 2006 in der Wincanton Rail GmbH aufging. Allerdings hat die USS die Lokomotive noch im Jahr 2004 bei der WLH in Hattingen modernisieren lassen: Sie erhielt einen Caterpillar-Motor mit 1000 kW, Überarbeitungen am Strömungsgetriebe für die höhere Eingangsdrehzahl des neuen Motors, eine geänderte Motorsteuerung sowie GSM-R-Zugbahnfunk. Die Lokomotive trägt heute die Bezeichnung LOK-40 und ist bei der Redler Service GmbH Tochter dem EVU Rail & Service GmbH für Tunnelspülzüge der DB InfraGO AG eingestellt.

### Hersteller-Nr. 1000246
Die Ilseder Hütte erwarb 1966 diese Maschine für ihre Werkbahn, um Dampflokomotiven abzulösen. Eingesetzt wurde die Lokomotive mit der Betriebsnummer 41 auf den Strecken nach Peine und Broistedt. 1972 ging die Werkbahn in den Verkehrsbetrieben Peine-Salzgitter auf. Die Maschine erhielt die Betriebsnummer 1301. 1982 kam die Maschine zur Ferslento S.r.L Lecce in Italien. Wahrscheinlich im Jahr 2003 wechselte sie zur SALCEF S.p.A. Roma. Beide italienische Firmen führten die Lok unter der Nummer T5645 und verwendeten sie für Bauzüge. Vor ein paar Jahren erhielt sie eine gelbe Farbgebung.

### Hersteller-Nr. 1000247
Siehe auch Bild Infobox 

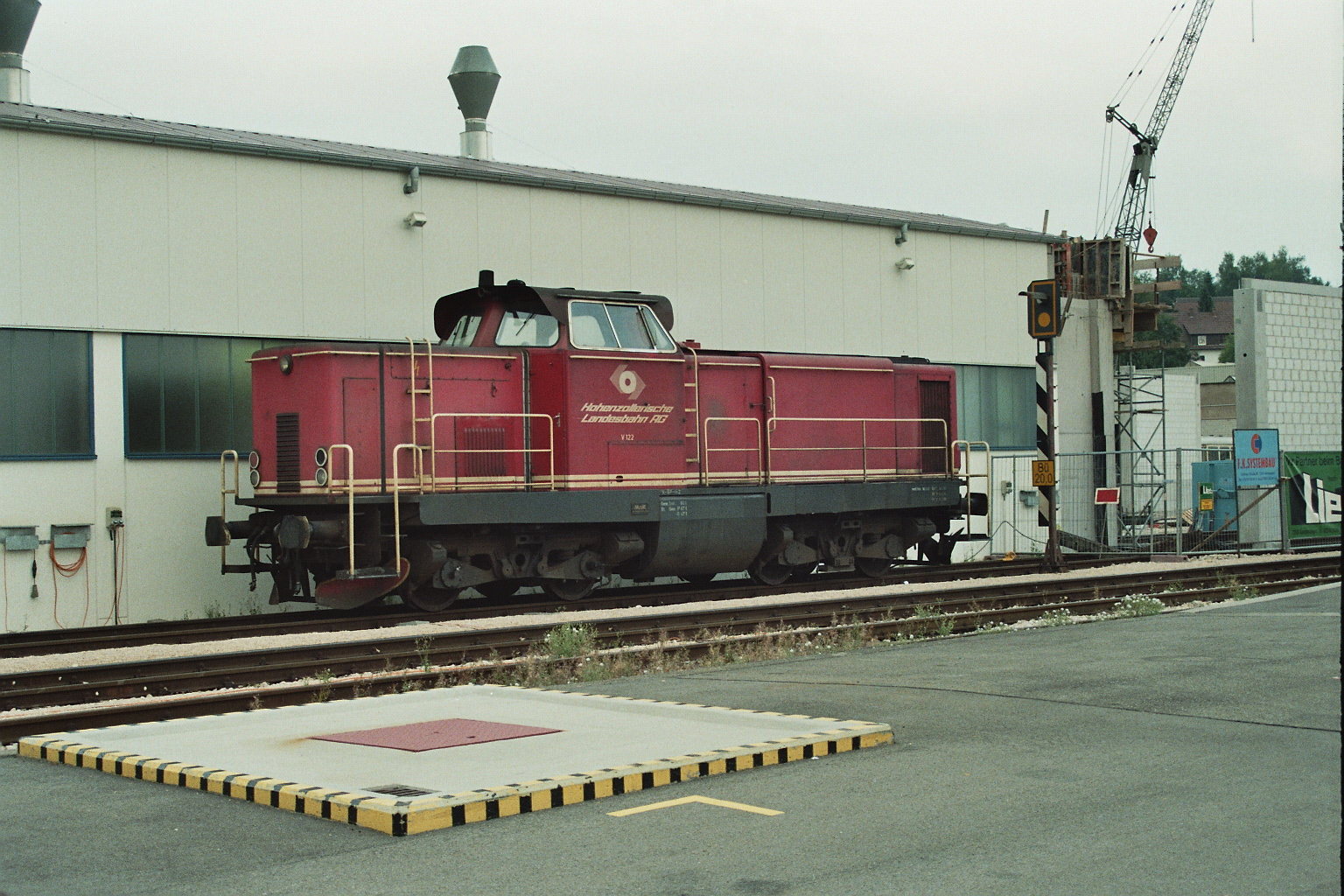
Die V 122 vom kurzen Vorbau her gesehen.

Schon 1963 gebaut, wurde diese Maschine zunächst als V 100 PA 02 vom Hersteller vermietet und 1964 von der Hohenzollerischen Landesbahn (HzL) als V 122 übernommen. Verwendet wurde sie bei schweren Güterzügen für den Salztransport. In jüngster Zeit leistete sie überwiegend Reserveeinsätze wie Schubdienste an der Rampe Stetten (b. Haigerloch)–Gammertingen. Die Lok ist im technischen Originalzustand.  Im Oktober 2010 hatte die V122 Fristablauf und stand zum Verkauf. Im Juni 2011 wechselte sie schließlich den Eigentümer und bereicherte die Sammlung des Süddeutschen Eisenbahnmuseums Heilbronn, wo sie wieder in Betrieb genommen werden sollte, das Museum ist seit 2020 geschlossen. Nach einem Gerichtsurteil muss das Gelände bis zum 31. Januar 2025 geräumt und an die Eigentümerin herausgegeben werden.

### Hersteller-Nr. 1000248
1966 gebaut, wurde die Lok ebenfalls wie die Herstell-nr: 1000244 (siehe oben) an die NBJ nach Schweden verkauft und dort als T 26 bezeichnet. 1979 gelangte sie wie ihre Schwestermaschine zur OJS als T 45, 1987 zur MaK nach Moers. 1988 wurde sie grundlegend überholt von der Rhenus AG als Lok 3 übernommen und in Berlin bei der Siemens-Güterbahn, die sich auf der Havelinsel Eiswerder befand, eingesetzt. Nachdem der Betrieb dort ausgelaufen war, kam sie 1995 zur Midgard Deutsche Seeverkehrs AG, die ebenfalls zur Rhenus AG gehört, und wird bis heute  mit der Bezeichnung D 2 im schweren Rangierdienst des Hafens Nordenham verwendet. Die Lokomotive befindet sich im technischen Originalzustand. Aktueller Eigentümer ist das EVU Rail & Service GmbH ein Tochterunternehmen der Redler Service GmbH und wurde für Tunnelspülzüge als LOK-2 bei der DB InfraGO AG eingesetzt. Aktuell im Firmen Eigenen Ausbesserungswerk Öberöblingen/Helme als nicht Einsatzfähig abgestellt.

### Hersteller-Nr. 1000255 und 1000256

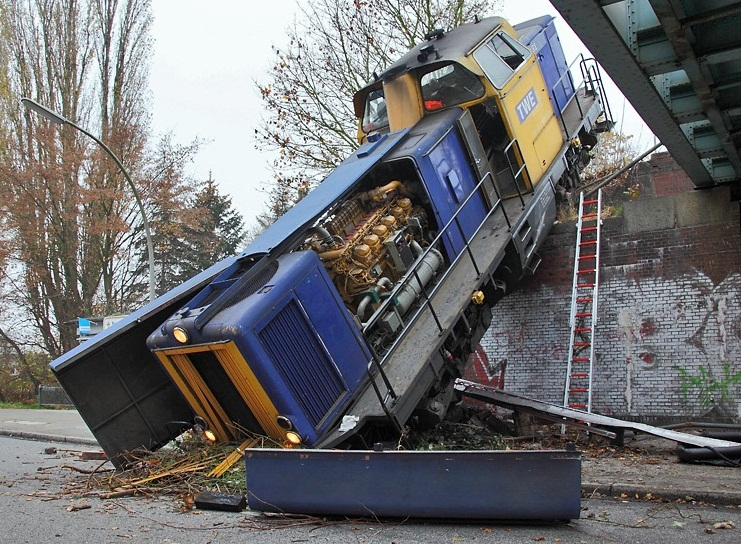
V 131 der TWE nach ihrem Unfall 2011 in Hamburg-Billwerder

Beide Lokomotiven wurden 1968 gebaut und von der Teutoburger-Wald-Eisenbahn (TWE) übernommen. Sie sind heute noch  im Dienst bei der TWE und tragen die Bezeichnungen V 131 (Nr. 1000256) und V 132 (Nr. 1000257). Anfangs wurden die Maschinen im Personen und Güterzugverkehr verwendet. Ab 1981 beförderten sie zunehmend schwere Stahlzüge zwischen Lingen/Emsland und Paderborn. In diesem Dienst wurden sie ab 1995 von zwei MaK G 1205 BB verdrängt. Seither kommen die Loks auch außerhalb des Streckennetzes der TWE zum Einsatz. Weil die Mak-Motoren im schweren Dienst stark verschlissen waren, erhielten die Lokomotiven nach und nach einen Caterpillar-CAT-3512-B Motor mit 970 kW Leistung. Die Farbgebungen wurden wiederholt geändert. V 131 überfuhr am 10. November 2011 in Hamburg einen Prellbock und stürzte 7 m tief auf eine Straße.

### Hersteller-Nr. 1000257
Dies war die dritte V 100 PA, die 1968 gebaut und an die TWE verkauft wurde. Analog zu den anderen beiden Maschinen (siehe oben) erhielt sie die Bezeichnung V 133. Die Einsätze bei der TWE entsprachen denen der V 131 und der V 132. Allerdings wurde sie 1989 an die Rinteln-Stadthagener Eisenbahn veräußert. Nach deren Konkurs kam sie 1995 zurück zur TWE, die sie ebenfalls mit dem Hauptdiesel CAT 3512-B von Caterpillar ausstatten ließ. 1999 wurde sie wiederum verkauft, diesmal an die Regiobahn Bitterfeld Berlin (RBB). Die Lokomotive ist heute  im Rangierdienst im Chemiepark Bitterfeld zu finden.

### Hersteller-Nr. 1000258

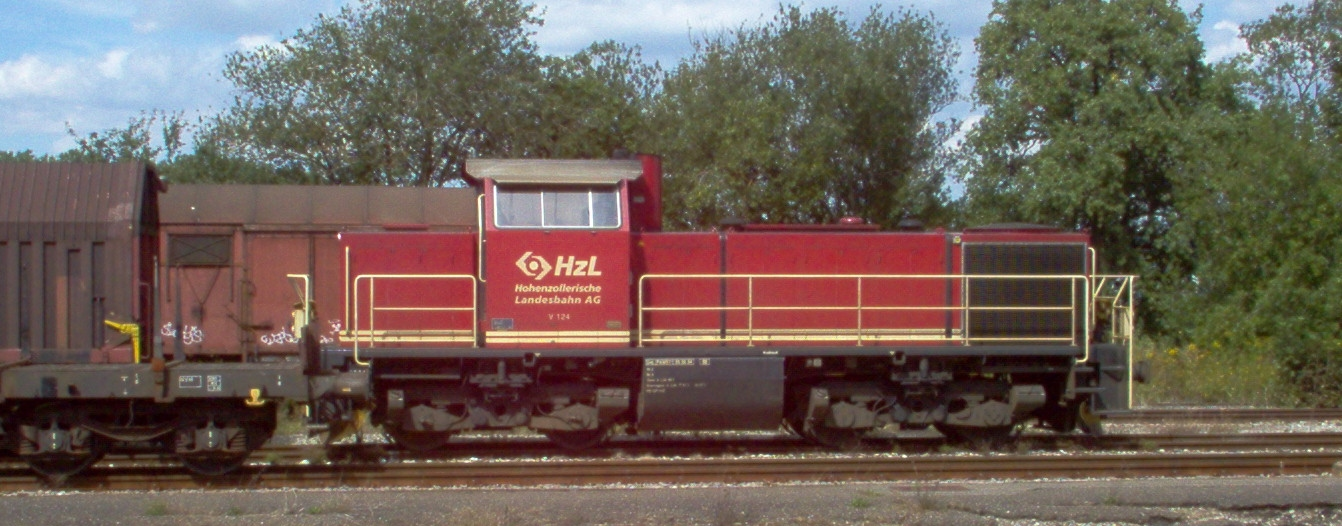
Die V 124 nach dem Umbau

1969 als letzte V 100 PA gebaut, wurde sie als zweite Lokomotive an die HzL geliefert und dort mit der Bezeichnung V 124 versehen. Die Einsätze verliefen ebenso wie bei der V 122 (siehe oben, Herstell-nr 1000247). Bei der Firma Gmeinder in Mosbach wurde die Maschine von Mai 2003 bis Juli 2004 komplett umgebaut und modernisiert. Sie erhielt andere Aufbauten und den Hauptdiesel MTU V8 4000 R 41. Die Lokomotive ist heute wieder  vor schweren Güterzügen für die HzL unterwegs.